# NGC 4394
NGC 4394 је спирална галаксија у сазвежђу Береникина коса која се налази на NGC листи објеката дубоког неба.
Деклинација објекта је + 18° 12' 51" а ректасцензија 12h 25m 55,6s. Привидна величина (магнитуда) објекта NGC 4394 износи 10,9 а фотографска магнитуда 11,7. Налази се на удаљености од 16,8000 милиона парсека од Сунца. NGC 4394 је још познат и под ознакама UGC 7523, MCG 3-32-35, CGCG 99-47, IRAS 12234+1829, VCC 857, KCPG 334B, PGC 40614.